# Euroscaptor parvidens
Euroscaptor parvidens је врста сисара из реда Soricomorpha и породице кртице (Talpidae).

## Распрострањење
Ареал врсте је ограничен на две државе. Јужна Кина и Вијетнам су једина позната природна станишта врсте.

## Станиште
Станиште врсте су шуме.

## Угроженост
Подаци о распрострањености ове врсте су недовољни.